# رنو بلان
رنو بلان (انگلیسی: Renaud Blanc؛ زادهٔ ۳ ژانویهٔ ۱۹۹۱) دوچرخه‌سوار است.